# Museu de Gavà i Parc Arqueològic Mines de Gavà
El Museu de Gavà i Parc Arqueològic Mines de Gavà és una institució museística municipal fundada l'any 1978 a Gavà (Baix Llobregat) arran de la descoberta d'un complex miner neolític a can Tintorer i la realització d'altres treballs arqueològics a la zona.
Es tracta d'una obra del municipi de Gavà, inclosa en l'Inventari del Patrimoni Arquitectònic de Catalunya. El Museu de Gavà, amb seu a la Torre Lluc, es va fundar el 1978 amb l'objectiu de recuperar, estudiar i difondre el patrimoni històric, arqueològic i natural del municipi. El 2007 es crea el Parc Arqueològic Mines de Gavà com a extensió del museu per la necessitat de protegir i difondre el jaciment arqueològic de les Mines Prehistòriques de Gavà. L'any 2013 es recupera i adequa el Refugi Antiaeri de la Rambla de Gavà, per tal de preservar-lo i de recuperar la memòria històrica, així com homenatgear a les víctimes de la Guerra Civil.
Forma part de la Xarxa de Museus Locals de la Diputació de Barcelona i d'Arqueoxarxa.

## Descripció
Es tracta d'un edifici aïllat de planta rectangular amb planta baixa, pis, golfes i terrat a la catalana. La seva composició és simètrica, a partir dels buits de façana. Les façanes laterals presenten galeria correguda a l'alçada de la planta baixa, amb arcs de mig punt, terrassa i tot un conjunt d'hídries (a la tanca exterior de la casa i damunt les galeries laterals). L'accés principal a l'edifici es fa pujant uns graons semicirculars. Les persianes són de llibret. La façana principal està decorada amb esgrafiats de motius florals i filigrana, i amb la data de 1882.

## Història
L'any 1799 s'aixeca l'estructura de la masia Lluch que era ubicada en els terrenys dels masos Sauleda i comes. La propietat de la casa va pertànyer a Melcior Planas i Crehuet. L'any 1822, en Joan B. de Paris feu una reforma i l'any 1925 noves modificacions, interiors i exteriors, alteraren el conjunt inicial. En aquesta data s'afegiren les galeries perimetrals i es realitzaren els esgrafiats de la façana.

## Museu de Gavà

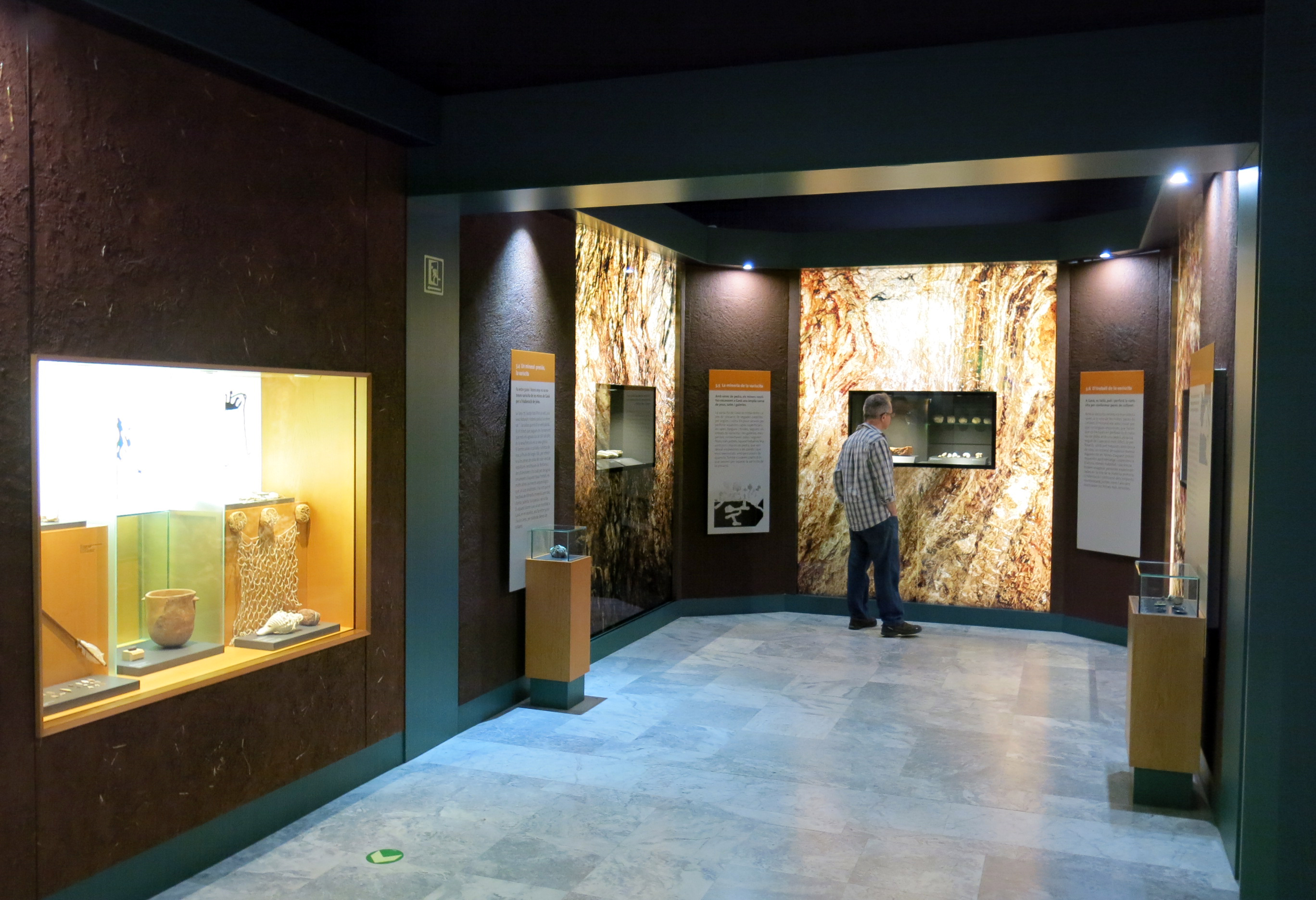
Una de les sales del museu

El Museu de Gavà, ubicat a la Torre Lluch té un edifici que compta amb una sala polivalent al soterrani, sales d'exposició temporal i un taller didàctic a la planta baixa i l'exposició permanent «Gavà, les veus del paisatge» a la planta noble. La visita es complementa amb un jardí botànic de plantes autòctones agrupades en els diferents ambients del massís de Garraf, del delta del Llobregat i els conreus d'horta.
El Museu organitza visites, conferències i activitats didàctiques per donar a conèixer el patrimoni natural i cultural de Gavà i edita publicacions de caràcter general i científic.

### La Torre Lluch
L'edifici on se situa el Museu és una construcció del 1799. Però la finca que li donarà origen ja es troba documentada el 1497 amb dues cases, Comes i Sauleda, que amb el temps passen a un mateix propietari. Serà Joan Ferrer qui enderroqui les dues cases i construeixi l'edifici actual el 1799. Es tracta d'una masia senyorial de planta rectangular on es barreja l'estructura típica de masia amb arquitectura d'inspiració neoclàssica amb pervivència d'elements barrocs. Consta de planta baixa, pis, golfes i soterranis amb voltes i pilars de maó.

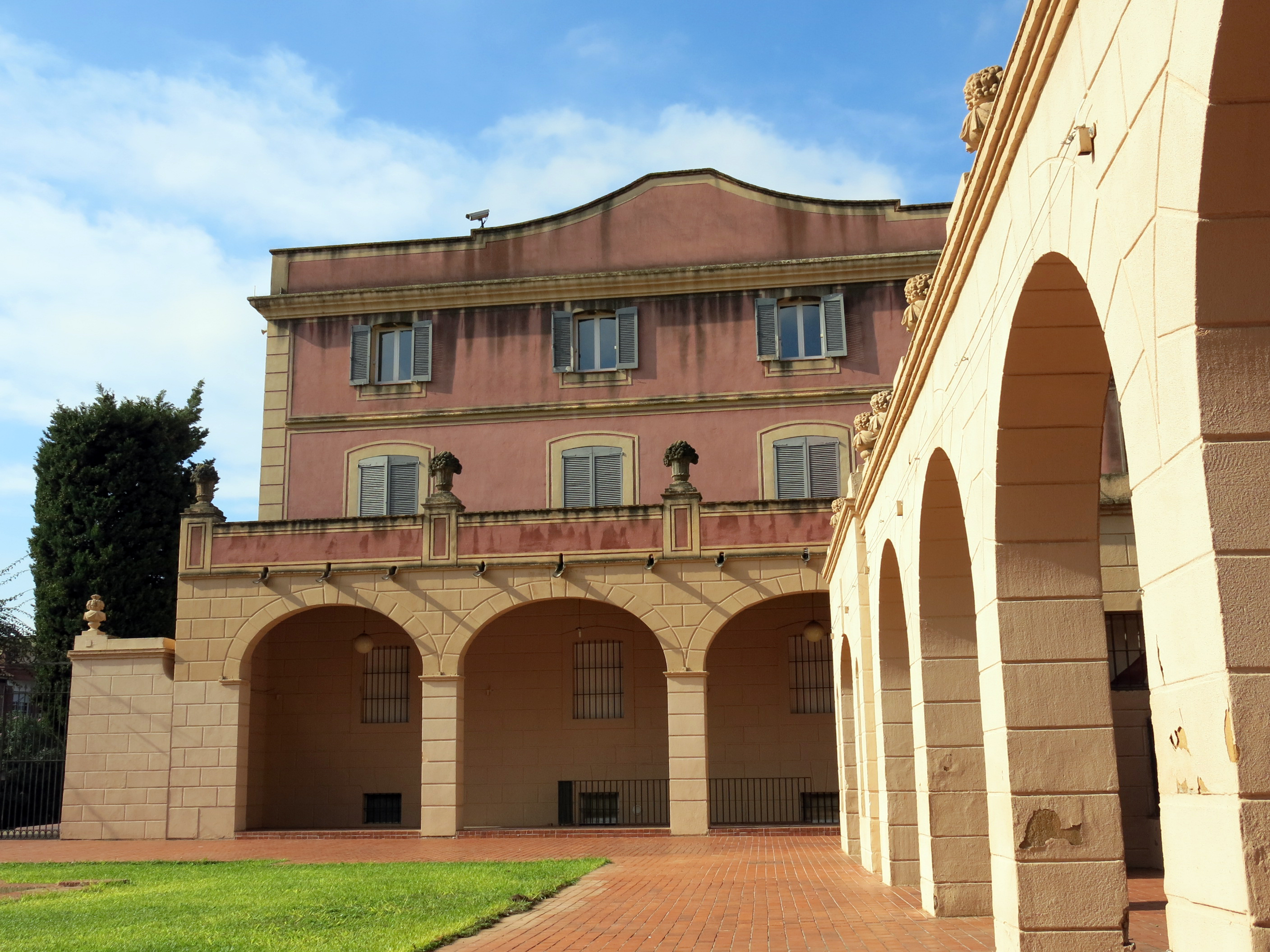
Vista lateral de la Torre Lluch, amb els jardins

El 1822 Joan Ferrer ven la propietat a Joan Baptista Paris que farà els distingius rellotges de sol a la façana. El seu hereu ven la finca a Melcior Planes i Crehuet que farà els jardins seguint models italians. Al morir sense descendència deixa la casa i les terres als seus masovers, que les deixaran a la seva filla, Gertrudis Baus, casada amb Salvador Lluch. En aquest moment l'edifici es coneixerà com a Can Lluch. El 1872 Salvador Lluch presentarà el primer pla urbanístic de Gavà per urbanitzar terrenys del mas, creant els actuals carrers de Sant Isidre, del Centre, Salvador Lluch, Sant Josep, Marc Grau i la plaça Dolors Clua on hi havia l'era per batre el gra. Els descendents el 1925 afegiran les galeries perimetrals de la casa, els esgrafiats de la façana i l'estany del jardí.

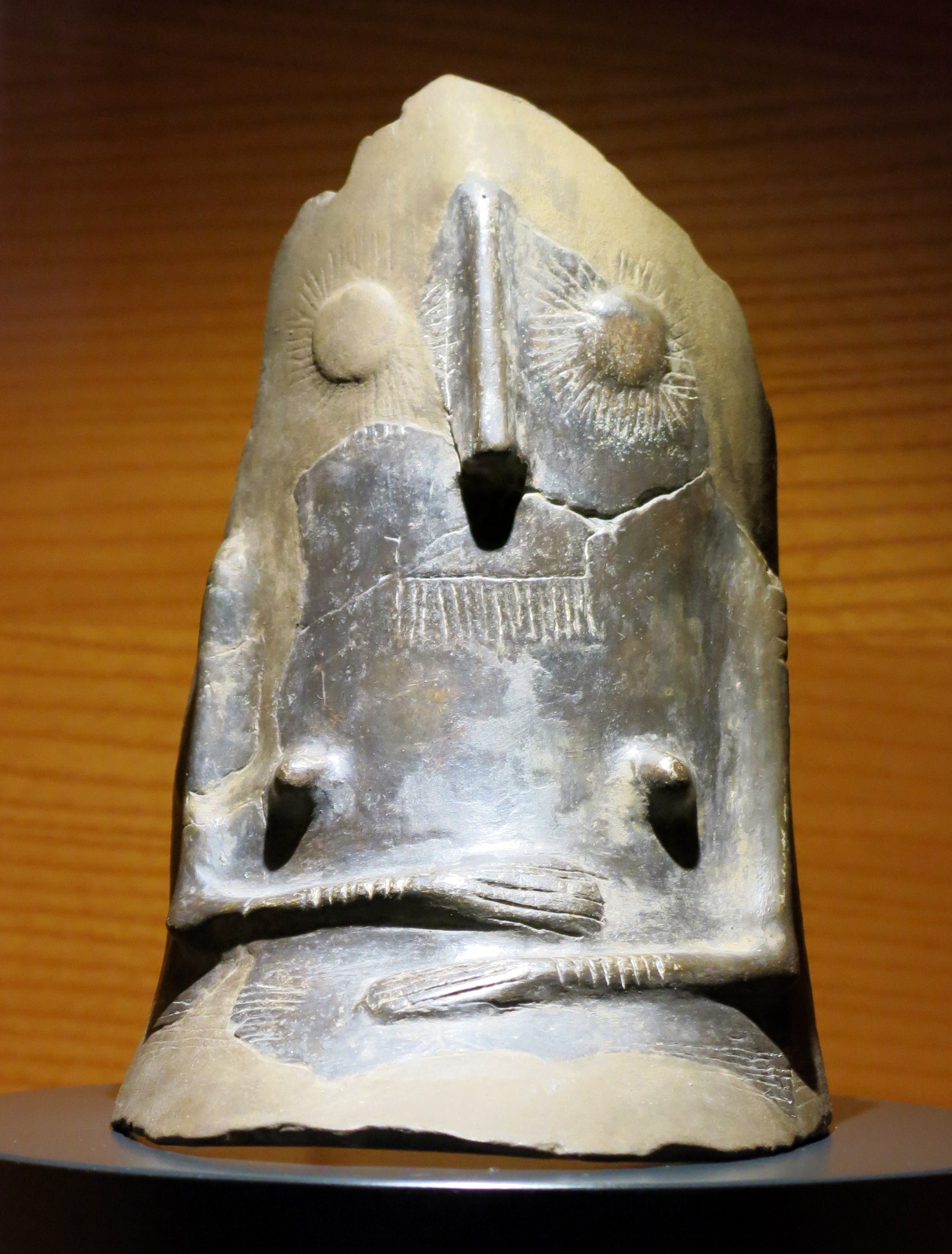
La Venus de Gavà, la peça estel·lar del museu

Al començament de la Guerra Civil el 1936 la casa va ser col·lectivitzada pel Comité Local de Milicias Antifascistas i hi situarà la seva seu. Després de la guerra va ser retornada als seus propietaris. El 1975 l'Ajuntament adquireix els jardins que converteix en parc públic i poc després la casa que, gràcies a la mobilització ciutadana, el 1978 es converteix en seu del Museu de Gavà.

### El Museu
Durant la dècada dels seixanta i setanta diverses entitats i particulars organitzen diverses excavacions arqueològiques per tal de recuperar el passat del municipi. La necessitat de preservar, estudiar i donar a conèixer les restes trobades i el moviment ciutadà amb lema "Torre Lluch, casal de cultura" farà que el 1978 s'inauguri el Museu. En un primer moment s'ubica a la primera planta de la Torre Lluch, ja que l'edifici acollia altres serveis municipals. L'exposició mostrava materials arqueològics procedents de les excavacions de la Cova de Can Sadurní a (Begues), del Calamot i de les primeres investigacions de les mines prehistòriques. La necessitat d'un projecte museogràfic i d'adequar l'edifici fa que el 1985 l'exposició i les oficines del museu es traslladin provisionalment a la masia de Can Tintorer.
El 1991 s'inauguren les noves instal·lacions del museu, ocupant ara tot l'edifici, amb l'exposició permanent «La formació i transformació del paisatge» a la primera planta. Posteriorment es realitzaran diferents reformes on destaquen la inauguració del Jardí Botànic i la incorporació de la Venus de Gavà a l'exposició permanent.

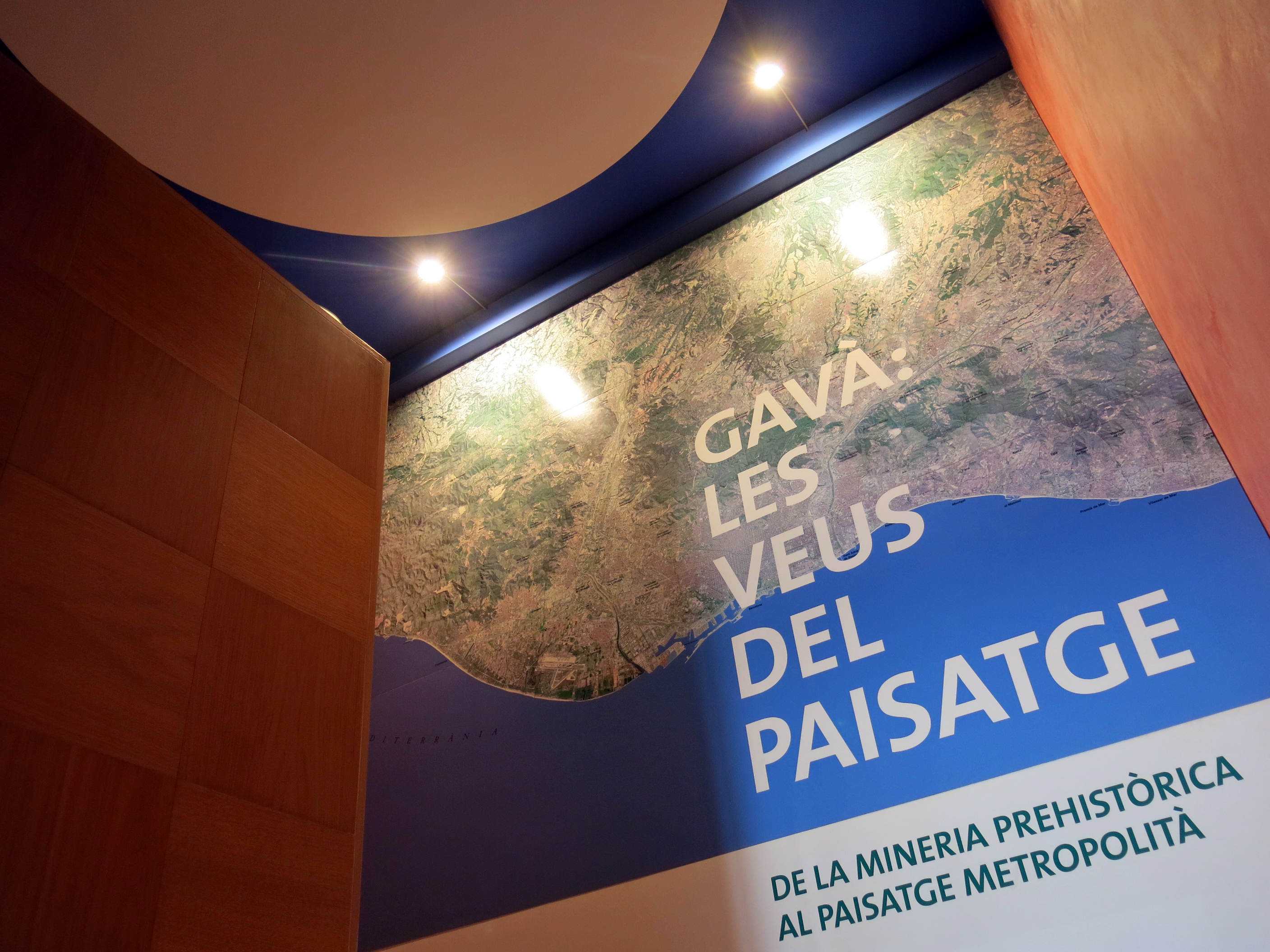
Cartell de l'exposició permanent «Gavà, les veus del paisatge»

L'any 2002 s'inaugura la nova exposició permanent, «Gavà, les veus del paisatge», es modernitza l'exposició amb nous recursos multimèdia i es mostren nous materials arqueològics.
«Gavà, les veus del paisatge» proposa un recorregut per veure com ha evolucionat el paisatge del territori. Es centra en la relació entre l'ésser humà i el paisatge al llarg de la història i s'estructura en quatre eixos principals: alimentació, habitatge, utillatges i intercanvis. Entre les peces exposades destaca la Venus de Gavà, una representació antropomorfa femenina sobre ceràmica datada entre el 4000 i el 3750 aC. Aquesta exposició disposa de fulls de sala per ajudar a fer la visita en català, castellà, anglès, francès i transcripció en Braille.

## Parc Arqueològic Mines de Gavà
El Parc Arqueològic Mines de Gavà (c/Jaume I, 7), inaugurat el 2007, permet visitar el jaciment arqueològic de les Mines Prehistòriques de Gavà, (declarades BCIN) les mines en galeria més antigues d'Europa. Es tracta d'unes mines neolítiques de 6.000 anys d'antiguitat dedicades a l'extracció de la variscita, un mineral de color verd utilitzat per l'elaboració d'ornaments.
L'edifici, dissenyat per Dani Freixes i Varis Arquitectes, ocupa més de 4.000 metres quadrats. És un edifici singular construït amb ferro rovellat evocant un cobert d'una excavació arqueològica. S'aixeca al mateix lloc on es va descobrir el jaciment, respectant-lo i protegint-lo. El projecte arquitectònic i museogràfic ha estat guardonat amb diferents premis: Premis FAD: Premi de l'Opinió; Premis EMYA (European Museum of the Year Award): Menció Especial; 2a Triennal d'Arquitectura i Urbanisme del Baix Llobregat, Garraf i Alt Penedès: Premi Obres de Nova Planta d'Equipaments i Serveis; Premi Nacional d'Arquitectura i Espai Públic atorgat per la Generalitat de Catalunya; Premis FAD: Premi de l'Opinió; II Premis de Museologia de l'AMC: Premi en la Categoria Projectes, Exposicions i Institucions; Diploma Turístic de Catalunya atorgat per la Generalitat de Catalunya.
A les seves instal·lacions, el Parc Arqueològic combina les estructures mineres amb una representació museològica (en català, castellà i anglès) que permet conèixer de manera didàctica el jaciment i la vida durant el Neolític. El recorregut està adaptat per facilitar l'accés a persones amb mobilitat reduïda.
El Parc s'estructura en dos grans espais, el primer seria el centre de recollida i l'àrea docent i el segon l'àrea museogràfica.

### Centre de recollida i Àrea docent

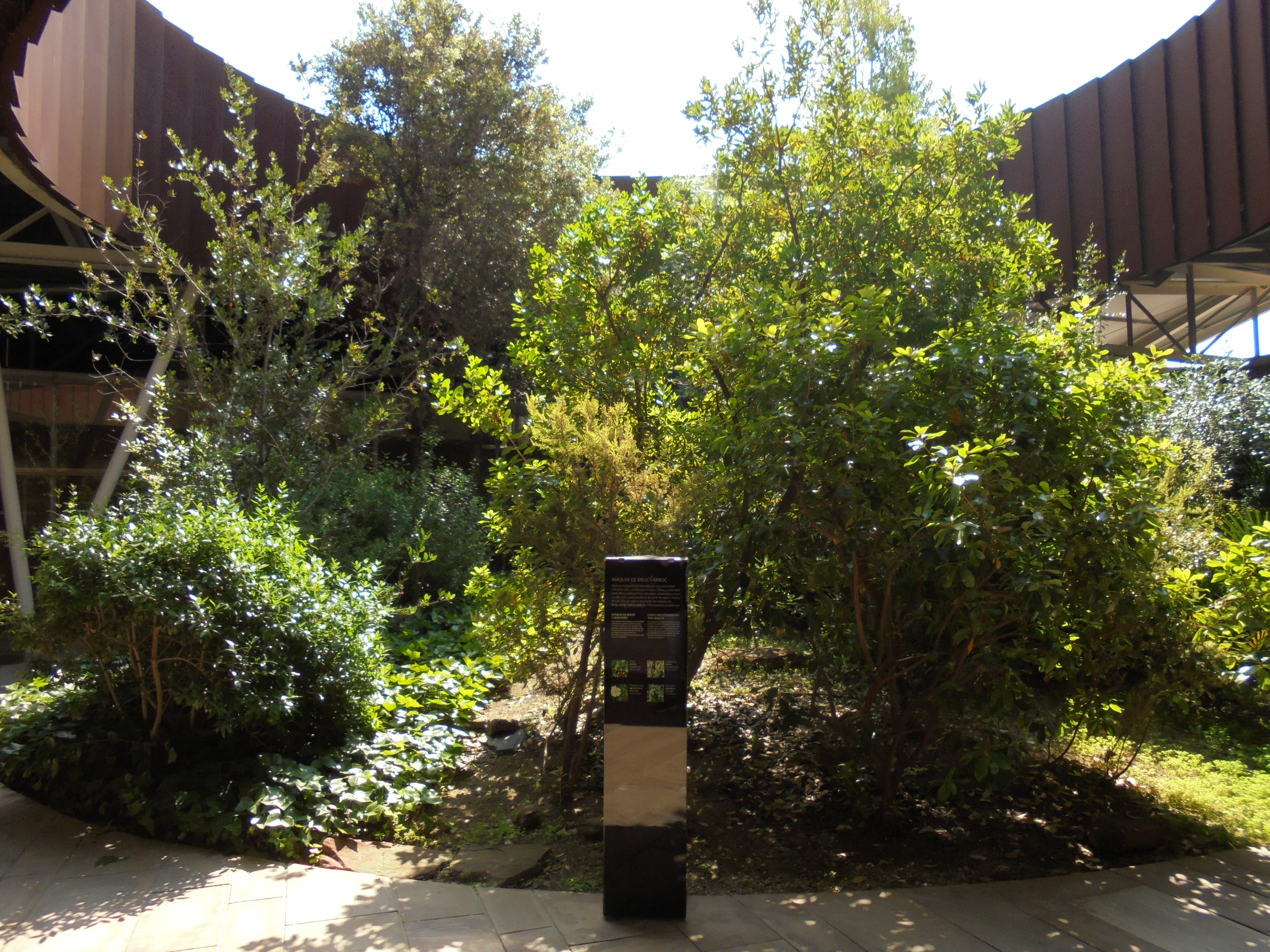
Detall del Jardí Neolític

S'organitza al voltant del Jardí Neolític, on el visitant trobarà en viu totes les espècies vegetals que poblaven la zona durant aquest període.
Al vestíbul es troba la Recepció Botiga i un espai de cafeteria.
També disposa de dues aules pensades, sobretot, per a les visites escolars i d'una sala polivalent on se celebren xerrades, conferències i altres activitats. A més d'una sala d'interactius, Objectiu: Neolític, que compta amb un mòdul multisensorial, "La Mirada Tàctil", un espai d'interpretació tàctil adaptat per als visitants que presenten alguns tipus de dificultats visuals, ceguesa o mobilitat reduïda.

### Àrea Museogràfica

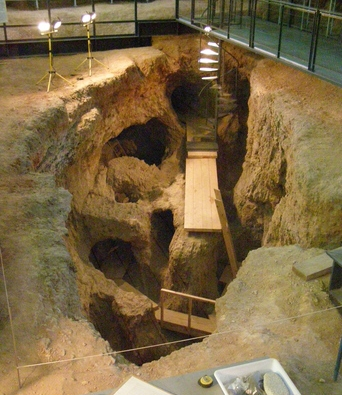
Mina central original

El pas entre les dues àrees es fa a través de l'Audiovisual de Presentació, que donarà les dades bàsiques per començar la visita, com es va descobrir, com s'ha investigat i quina informació ha revelat el jaciment.
Al centre de l'àrea museogràfica hi destaca una Mina Original. Al seu voltant s'organitzen una sèrie de laboratoris que mitjançant elements audiovisuals i peces arqueològiques donen a conèixer tant diferents aspectes del Neolític com del treball arqueològic que permet reconstruir aquestes dades. Resseguint el perímetre podem apropar-nos a l'excavació arqueològica i a la cabana reproduïda.
Aquesta àrea compta amb una sèrie de zones complementàries:
- Laboratori del Medi. Per conèixer el paisatge i els seus protagonistes.
- Laboratoris de Tecnologia. Per saber on vivien i com feien els estris i saber quines eines utilitzaven.
- Laboratori de l'Ésser humà. Per entendre com eren i què pensaven.
- Mina Reproduïda. Per saber com era el treball miner, com s'extreia la variscita i veure com era una mina de fa 6.000 anys.